# Peltaster placenta
Peltaster placenta (Müller & Troschel, 1842) è un echinoderma asteroideo appartenente alla famiglia Goniasteridae. Sphaeriodiscus placenta è un sinonimo talvolta ancora utilizzato in letteratura.

## Distribuzione e habitat
L'areale comprende il mar Mediterraneo, dove ha una distribuzione diseguale, e l'oceano Atlantico orientale fra il golfo di Guascogna e il Senegal. Vive a profondità fra i 10 e i 500 metri. Si tratta di una delle poche specie ad aver compiuto la migrazione inversa alla migrazione lessepsiana penetrando e stabilendosi nel mar Rosso attraverso il Canale di Suez.

## Descrizione
Questa stella di mare ha un aspetto caratterizzato dalla rigidità del corpo e da una forma grossolanamente pentagonale, con braccia appena accennate. L'apice delle braccia può essere più o meno acuto o arrotondato e talvolta leggermente rigonfio. Le piastre marginali sono molto più grandi delle altre e formano un vistoso "bordo" lungo tutto il contorno dell'animale. Il colore va dal giallo al bruno al rosso. Il diametro raggiunge i 16 cm..

## Biologia
Pressoché ignota. Un esemplare di grossa taglia stabulato in acquario visse per 10 mesi venendo alimentato solo con sardine spezzettate.